# フォークアース
フォークアース (Folkearth)は、リトアニアのヘヴィメタル・ミュージシャン、ルスラナス・ダニセフスキス (Ruslanas "Metfolvik" Danisevskis)によって立ち上げられたフォークメタル/ヴァイキングメタル・プロジェクト。
プロジェクトバンドとして結成され、アルバム毎に世界中のメタルバンドで活動している様々なミュージシャンが参加する。その際にも参加する人数が多いという特徴がある。中心メンバーのダニセフスキスら、一部のメンバー以外はアルバム毎に交代している。ただし、作詞・作曲はアルバムに参加したメンバーが担っている。2014年までに12枚のアルバムをリリースしており、20か国96名が参加経験がある。
兄弟プロジェクトに、フォーコディア (Folkodia)があり、フォークアースに参加したミュージシャンも多数参加している。

## 略歴
2004年に、リトアニアでルスラナス・ダニセフスキスの発案により立ち上げられる。これに、スウェーデン人ミュージシャンのマグヌス・ヴォールファールトとギリシャ人小説家のマリオス・コウトゥソウコスが参加することになり、活動が本格化する。
同年に、1stアルバム『A Nordic Poem』をリリースしデビューする。同アルバムには、計14人のミュージシャンが参加していた。この中には、エルヴェイティのフロントマンでもあるクリゲル・グランツマンも参加している。2006年に2ndアルバム『By the Sword of My Father』をリリース。同アルバムでは、参加ミュージシャンが31人と倍増した。2007年に3rdアルバム『Drakkars in the Mist』をリリース。同アルバムにも30人のミュージシャンが参加している。また、同アルバムは、サウンドホリックから日本盤がリリースされ、日本デビュー盤となった。また、これ以降フォークアースの音源の日本盤はリリースされていないため、本アルバムが唯一の日本盤となった。また、同年には兄弟プロジェクト・フォーコディア (Folkodia)が始動している。
2008年に4thアルバム『Father of Victory』をリリース。アルバムに参加したミュージシャンは20人と前回よりも減少した。更に、同年中に5thアルバム『Songs of Yore』、6thアルバム『Fatherland』と怒涛のリリースを行う。5thアルバム以降は、アルバムに参加するミュージシャンは10人程度に落ち着いている。2009年に7thアルバム『Rulers of the Sea』、2010年に8thアルバム『Viking's Anthem』、2011年に9thアルバム『Sons of the North』と10thアルバム『Minstrels by the River』、2012年に11thアルバム『Valhalla Ascendant』と毎年アルバムをリリースした。
2013年6月30日に、中心人物でありリーダーのダニセフスキスが癌により死去。しかしながら、フォークアースとフォーコディア双方とも活動継続を宣言している。
2014年に12thアルバム『Balder's Lament』をリリース。

## 参加ミュージシャン
参加ミュージシャンの出身国毎に分ける。なお、担当楽器等はフォークアースのアルバムで演奏経験のあるものをまとめて記載する。
 リトアニア
- ルスラナス・ダニセフスキス (Ruslanas "Metfolvik" Danisevskis) - ボーカル、リコーダー、ホイッスル

参加アルバム：1st - 11th
フォークアースを立ち上げた中心人物でリーダー。2013年6月30日死去。
フォーコディア、レイヴンクロウでも活動。
- A・パンジン (A. Pangin) - フルート

参加アルバム：3rd
- ニルス・マーティン・ハーグフォス (Nils Martin Haugfos) - バウロン、アコースティック・ギター、ドラムス、マンドリン、ヴァイオリン、バンジョー、ボーカル

参加アルバム：5th
- ラウラ (Laura) - ヴァイオリン

参加アルバム：5th
 スウェーデン
- マグヌス・ヴォールファールト (Magnus Wohlfart) - ベース、ギター、キーボード、ハーモニカ、ボーカル

参加アルバム：1st - 3rd
Yggdrasil、Nae'blis、Vanmakt、Broken Dagger、Dibbukimなどでも活動。
- ミシェル・マース (Michelle Maas) - ボーカル

参加アルバム：1st - 2nd
- ジェレミー・チャイルド (Jeremy Child) - ドラムス、ボーカル

参加アルバム：1st - 2nd
Broken Daggerなどで活動。
- クリストファー・ヤニエック (Kristofer Janiec) - ヴァイオリン

参加アルバム：1st - 2nd
- ウィリアム・エケベリ (William Ekeberg - チェロ、ボーカル

参加アルバム：1st - 2nd
ブロークン・ダガーなどで活動。
- ヨナス・フロベリ (Jonas Fröberg) - ボーカル、ニッケルハルパ

参加アルバム：1st
ブロークン・ダガーなどで活動。
- ニクラス・オラウソン (Niklas Olausson) - ボーカル

参加アルバム: 2nd
ブロークン・ダガー、Dibbukimなどで活動。
- シモン・フロデベリ (Simon Frodeberg) - ベース、ボーカル

参加アルバム：2nd - 3rd
- ダニエル・ペテション (Daniel Pettersson) - フィドル

参加アルバム：2nd
- ダニエル・フレドリクソン (Daniel Fredriksson) - ハープ、フルート

参加アルバム：2nd
 ギリシャ
- マリオス・コウトゥソウコス (Μαριος Κουτσουκος、Marios Koutsoukos) - キーボード、作詞

参加アルバム：1st -
音楽家でもあり作家でもある。
作詞家として全アルバムに参加。キーボーディストとしては5thアルバムまでの参加。
フォーコディア、Athlos、Dol Amrothでも活動。
- ニコス・ネゼリティス (Νίκος Νεζειρίτης、Nikos Nezeiritis) - アコースティック・ギター、キーボード

参加アルバム：1st - 3rd
- ステファノス・コウトゥソウコス (Στέφανος Κουτσούκος、Stefanos Koutsoukos) - ベース、アコースティック・ギター

参加アルバム：1st - 3rd
Dol Amrothでも活動。
- ヒルドル・ヴァルキュリー (Hildr Valkyrie) - ボーカル、キーボード、ドラム・プログラミング

参加アルバム：2nd -
フォーコディアなどでも活動。
- アタナシオス・カラパノス (Αθανασιος Καραπανος、Athanasios Karapanos) - ギター、ボーカル、ドラムス、キーボード

参加アルバム：3rd
- フィートン (Faethon) - ベース

参加アルバム：3rd
- ポリデイキス (Polydeykis) - アコーディオン、ボーカル、バグパイプ、アコースティック・ギター、キーボード、リコーダー、ホイッスル

参加アルバム：3rd - 6th, 8th
セイクリッド・ブラッドなどで活動。
- クリスティーナ・カツァマツァ (Χριστινα Κατσαματσα、Christina Katsamatsa) - ボーカル

参加アルバム：4th
 イギリス
- アセルスタン (Athelstan) - ボーカル、ベース、ギター、ドラムス

参加アルバム：1st - 2nd
Forefather、アセルスタンなどで活動。
- ウルフスタン (Wulfstan) - ボーカル、ギター、ベース

参加アルバム：1st - 2nd
Forefather、アセルスタンなどで活動。
- オーウェン・アプ・アラウン (Owain ap Arawn) - ボーカル、ギター、ベース、キーボード、ドラム・プログラミング

参加アルバム：4th - 5th
Annwnなどで活動。
- エリアス・ブロック (Elias Bloch) - ドラムス

参加アルバム：4th
Oakhelmなどで活動。
- アンナ・シャノン (Anna Shannon) - フルート、ヴァイオリン、ホイッスル

参加アルバム：4th
- シェア・マーティンソン (Shea Martinsson) - フルート、ホイッスル

参加アルバム：4th
- エレノア・ルーカス (Eleanor Lucas) - ヴァイオリン、ボーカル

参加アルバム：6th
フォーコディアにも参加。
 オーストリア
- アレクサンダー・ヴィーザー (Alexander Wieser) - キーボード

参加アルバム：1st - 2nd
レイヴンクロウ、Hrossharsgrani、Elisabetha、Raben Nachtなどで活動。
 スイス
- クリゲル・グランツマン (Chrigel Glanzmann) - バウロン、ティン・ホイッスル、イリアン・パイプス

参加アルバム：1st
エルヴェイティで活動。
- シモン・ミューラー (Simon Müller) - ベース、ギター、フルート、キーボード、ホイッスル、シタール、マンドラ

参加アルバム：5th -
- ムング・バイエラー (Münggu Beyeler) - パイプ、フルート、ボーカル

参加アルバム：7th - 8th
Excelsis、Minhyriathなどでも活動。
 フィンランド
- ウルヴェン (Ulven) - アコースティック・ギター

参加アルバム: 2nd - 3rd
 ドイツ
- ベルント・イントフェーン (Bernd Intveen) - ギター

参加アルバム: 2nd
- マルクス・ファン・ランゲン (Marcus Van Langen) - アコースティック・ギター、ボーカル、ベース、パーカッション、サズ、フルート

参加アルバム: 2nd
- トビアス・アンドレラン (Tobias Andrelang) - ベース

参加アルバム：2nd
- アンドレ・グロショップ (André Groschopp) - ボーカル、ギター、ヴァイオリン、ドラムス、ティン・ホイッスル、キーボード

参加アルバム: 2nd
- アヒム・エーベルレ (Achim Eberle) - パーカッション

参加アルバム：2nd
- サビーネ・シュテルツァー (Sabine Stelzer) - バグパイプ、ショーム、パーカッション、フルート

参加アルバム：2nd
- モーテン・バス (Morten Bass) - ギター、ボーカル

参加アルバム：3rd
- アリー・シュトルヒ (Ally Storch) - ヴァイオリン

参加アルバム：7th
アリー・ザ・フィドルなどでも活動。
- フロリアン・ブッシュ (Florian Busch) - ヴァイオリン

参加アルバム：8th
BlackShore、Nastrandirでも活動
- ノスタリオン (Nostarion) - チェロ、リュート

参加アルバム：8th -
フォーコディアにも参加。
- デニス・シュヴァフホファー (Dennis Schwachhofer) - ドラムス

参加アルバム：8th -
フォーコディアにも参加。
 イタリア
- イゴール・サヴィオラ (Igor Saviola) - ボーカル

参加アルバム：2nd
- アクセル (Axel) - ギター、ベース、ボーカル

参加アルバム: 2nd - 3rd
- アレッサンドロ・カルーゾ (Alessandro Caruso) - ドラムス

参加アルバム：2nd
- フランチェスカ・クロッティ (Francesca Crotti) - ヴァイオリン

参加アルバム：2nd
- レイヴン (Raven) - ケルティック・ハープ

参加アルバム：2nd - 3rd
- ベッキー (Becky) - ケルティック・ハープ

参加アルバム：2nd, 4th - 5th
- エリオ・ダレッサンドロ (Elio D'Alessandro) - ボーカル

参加アルバム：4th - 6th
フォーコディアにも参加。
- ファビオ (Fabio) - フルート

参加アルバム：4th - 5th
- フラ (Fra) - ヴァイオリン

参加アルバム：4th - 5th
- ジャンルカ・タンブリーニ (Gianluca Tamburini) - ギター、ベース

参加アルバム：9th, 11th
フォーコディアにも参加。
 ベルギー
- ラルフ・グルーバー (Ralf Gruber) - ドラムス

参加アルバム：2nd
- ラモン・サモニン (Roman Samonin) - ギター、ベース

参加アルバム：3rd
- ラルフ・グーセンス (Ralf Goossens) - ドラムス

参加アルバム：3rd
- ステージアス・モスコス (Sterghios Moschos) - ドラムス

参加アルバム：6th
 アメリカ合衆国
- マーク・リディック (Mark Riddick) - リコーダー、バウロン、ギター、パイプ、ドラムス、パーカッション、ホイッスル、キーボード

参加アルバム：2nd - 6th
Fetid Zombie、Unburied、Macabraでも活動。
- ドレオガン (Dreogan) - ギター、ベース

参加アルバム：3rd - 4th
Peordhなどでも活動。
- ピート・ジェイ (Pete Jay) - ボーカル、ベース

参加アルバム：4th
Oakhelmなどで活動。
- カイル・フリース (Kyle Freese) - ドラムス

参加アルバム：8th - 9th, 11th
- ロード・レイチェル (Rhode Rachel) - ボーカル

参加アルバム：9th - 10th
フォーコディア、Swordbearerでも活動。
- ロバート・ダウニング (Robert Downing) - フィドル

参加アルバム：9th - 10th
- ビリー・ノッケンハウアー (Billy Knockenhauer) - ギター

参加アルバム：10th
Morneなどでも活動。
 ノルウェー
- ホーヴァー・トヴェイト (Håvard Tveito) - ボーカル、ギター、ベース、バウロン、ドラムス

参加アルバム：3rd
 ロシア
- オレー (Orey) - ドムラ、ギター

参加アルバム：3rd
ペイガン・レインで活動。
- ヴェトロダー (Vetrodar) - フルート、ギター

参加アルバム：3rd
ペイガン・レインで活動。
- ヤニナ・ゼレンスカヤ (Yanina Zelenskaya) - ボーカル

参加アルバム：10th -
 スペイン
- ウィンター (Winter) - ギター、ベース、ドラム・プログラミング

参加アルバム：3rd
Hordakでも活動。
- オータム (Autumn) - ギター、ボーカル、ドラム・プログラミング

参加アルバム：3rd
Hordakでも活動。
- アントニオ・マルシラ (Antonio Mansilla - ボーカル

参加アルバム：3rd
Hordakでも活動。
- G.G.カルマン (G.G. Karman) - ボーカル

参加アルバム：3rd
- へスース・シエラ (Jesus Sierra) - ドラムス

参加アルバム：3rd
Hordakでも活動。
- ホセ・ルイス・フリアス (José Luis Frias) - パイプ、フルート

参加アルバム：3rd
Hordakでも活動。
 クロアチア
- ヴォヤン・コツェイチ (Vojan Koceić) - ギター

参加アルバム：3rd
- フィリップ・ヴォチコヴィチ (Filip Vučković) - ボーカル

参加アルバム：9th
 フランス
- ミカエル・ロキ・ジョンフ (Mickaël Loki Jenft) - ボーカル、ギター、キーボード、ドラム・プログラミング

参加アルバム：4th - 8th
フォーコディア、Yayeth Corpseでも活動。
- ヨハン・クレメント (Yohann Clément) - ドラムス

参加アルバム：4th
- ジュリエット (Juliet) - チェロ

参加アルバム：4th - 5th
- フィーラン (Fearann) - パイプ、ガイタ

参加アルバム：4th
Valuatirなどで活動。
- アナイス・シュヴァリエ (Anaïs Chevallier) - ボーカル

参加アルバム：8th -
フォーコディアにも参加。
- エミリー・クーパー (Emily Cooper) - リコーダー、ピッコロ

参加アルバム：9th -
フォーコディアにも参加。
 モナコ
- ミカエル・フィオリ (Michaël Fiori) - ギター、ベース、ボーカル

参加アルバム：7th -
フォーコディアにも参加。
 オーストラリア
- マシュー・ベル (Matthew Bell) - ギター、ベース、リュート

参加アルバム：7th - 8th
フォーコディアにも参加。
- サイモン・バトリー (Simon Batley) - ボーカル

参加アルバム：8th
フォーコディア、Troldhaugenにも参加。
 アルゼンチン
- エミリオ・ソート (Emilio Souto) - マンドリン

参加アルバム：7th
Skiltronでも活動。
- パブロ・アレン (Pablo Allen) - バグパイプ

参加アルバム：7th
Triddana、Skiltronでも活動。
- フアン・パブロ・チュルアリン (Juan Pablo "Juskko" Churruarin) - アコーディオン

参加アルバム：9th, 11th -
フォーコディアにも参加。
 ポーランド
- ヤコ (Jaco) - ギター、ベース

参加アルバム：9th, 11th
 不明
- アンドレイ・ヤコフレフ (Andrey Yakovlev) - アコーディオン

参加アルバム：5th
- ルイ・ミゲル・ロドリゲス・ビエガス (Rui Miguel Rodrigues Viegas) - フルート、ギター、クラリネット、ティン・ホイッスル、バグパイプ、ボーカル、リコーダー

参加アルバム：5th
- ルーレシア (Luresia) - ボーカル

参加アルバム：6th
- セバスティアン・アージャイズ (Sebastian Algiz) - ボーカル

参加アルバム：7th

## ディスコグラフィ
- 2004年 A Nordic Poem
- 2006年 By the Sword of My Father
- 2007年 Drakkars in the Mist
- 2008年 Father of Victory
- 2008年 Songs of Yore
- 2008年 Fatherland
- 2009年 Rulers of the Sea
- 2010年 Viking's Anthem
- 2011年 Sons of the North
- 2011年 Minstrels by the River
- 2012年 Valhalla Ascendant
- 2014年 Balder's Lament